# Vnitřní krvácení
Vnitřní krvácení je situace, kdy krev opouští porušené cévy, ale zůstává uvnitř těla. Obvykle se jedná o krvácení do tělesných dutin, např. do peritoneální dutiny, do pleurální dutiny nebo do lebky. Krvácení do plic, do trávicího traktu a do odvodního systému močového a pohlavního není obvykle považováno za vnitřní krvácení, protože krev poměrně rychle vytéká z tělních otvorů příslušejících danému tělesnému systému. Pro vnitřní krvácení není nutnou podmínkou neporušenost tělního povrchu, proto může být např. bodná rána také příčinou vnitřního krvácení.

## Příčiny
Ke vnitřnímu krvácení obvykle dochází po úrazu, vzácněji může být způsobeno i porušením stěny cévy chorobným procesem. Úrazovým dějem vedoucím obvykle k vnitřnímu krvácení je buď přímé působení násilí vedoucí k přímému (=přímo vlivem vnějšího násilí) i nepřímému (=poranění např. odlomenou kostí) poranění hluboko uložených cév, nebo prudké zrychlení, např. při dopadu, vedoucí ke vzniku střižné síly na vstupu cév do některých orgánů. Příčiny se mohou kombinovat, např. při zlomenině pánevních kostí se kombinuje ztráta krve ze zlomeniny se ztrátou krve z úlomky kostí poškozených žilních pletení kolem rekta, močového měchýře a dalších pánevních orgánů.

### Příčiny s příklady
- trauma vlivem vnějšího násilí
  - zlomenina kosti (zejm. kostní dřeň je bohatě prokrvená)
  - prasknutí (ruptura) sleziny či jater (např. úder do břicha, provedení Heimlichova chvatu u malého dítěte)
  - prasknutí aorty (např. střelná rána)
  - prasknutí vrátnicové (portální) žíly (např. v případě zabrzdění pádu lanem uvázaným kolem pasu)
  - nitrolebeční krvácení (např. při vpáčené zlomenině klenby lebeční nad větší cévu)
  - bodná rána
  - střelná rána
- trauma vlivem zrychlení (obvykle pády)
  - prasknutí ledvinných, plicních, či jaterních cév
  - nitrolební krvácení (např. ruptura tepny obalů mozku při pádu)
- porušení cévy chorobným procesem
  - žaludeční vřed. Projevuje se melénou – černou průjmovitou stolicí (natrávená krev)
  - mimoděložní těhotenství (zahnízdění embrya ve vaječníku, rostoucí vajíčko naruší velkou cévu)
  - prasknutí jícnových varixů
  - prasknutí aneurysmatu (výdutě, rozšíření aorty, nebo rozštěpení její stěny disekci aorty
  - vrozené poruchy vaziva (např. Marfanův syndrom, může rovněž vést k disekci aorty)
  - hemorrhagické horečky
  - tuberkulóza

## Příznaky
Příznaky jsou způsobeny samotným zraněním a v případě větší ztráty krve reakcí organizmu ve snaze zabránit poklesu krevního tlaku. Organizmus centralizuje oběh, to znamená, že se krev přesouvá k životně důležitým orgánům (srdce a mozek).

## Nejčastější projevy
- bolest v postižené krajině
- mohou být patrné známky poranění
- Příznaky krevní ztráty:
  - puls je rychlý, ale slabý (obtížně hmatatelný). Velmi charakteristickým příznakem je postupné zvyšování pulzu
  - bledá a chladná pokožka, často studený pot
  - mělké a zrychlené dýchání
  - žízeň
  - apatie

## Komplikace
Vnitřní krvácení poškozuje samotný orgán (krvácení do mozku, krvácení do sítnice). Větší ztráta krve vede k aktivaci řady dějů snažících se zachovat dostatečný krevní oběh; postupně se rozvíjí hypovolemický šok.

## První pomoc
První pomoc spočívá především v aktivaci záchranného řetězce, tedy v co nejrychlejším zajištění odborné pomoci (v ČR volat ZZS, tel.155). Pokud se jedná o krvácení do dutiny břišní, není vhodně zvedat nohy nahoru do tzv. autotransfuzní polohy a je nutné neustále kontrolovat zraněného. Zraněnému není vhodné podávat nic ústy.
Lékařská první pomoc by měla být poskytnuta jakýmkoliv lékařem bez ohledu na odbornost. Spočívá především v zajištění žilní linky, tedy v napíchnutí minimálně dvou kanyl, a v infúzi vhodných tekutin (tzv. náhradních infúzních roztoků, např. Hartmannův nebo Ringerův roztok).
V případě, že je pravděpodobnou příčinou vnitřního krvácení bodná rána a zraňující předmět se nachází stále v ráně, není vhodné jej odstranit. Cizí těleso totiž může stlačovat poraněné cévy a tak snižovat krevní ztráty.

## Definitivní ošetření
Definitivní ošetření vnitřního krvácení patří do rukou zkušeného chirurga a je ve většině případů operační.